# Cheilosia hypena
Cheilosia hypena är en tvåvingeart som först beskrevs av Becker 1894.  Cheilosia hypena ingår i släktet örtblomflugor, och familjen blomflugor. Inga underarter finns listade i Catalogue of Life.